# Fouencamps
Fouencamps település Franciaországban, Somme megyében. Lakosainak száma 211 fő (2022. január 1.). Fouencamps Boves, Cottenchy, Dommartin, Hailles és Thézy-Glimont községekkel határos.

## Népesség
A település népességének változása:
| Lakosok száma | 229  | 221  | 217  | 208  | 206  | 204  | 201  | 206  | 211  |
|               | 2013 | 2015 | 2016 | 2017 | 2018 | 2019 | 2020 | 2021 | 2022 |